# Fannia sociella
Fannia sociella är en tvåvingeart som först beskrevs av Zetterstedt 1845.  Fannia sociella ingår i släktet Fannia och familjen takdansflugor. Arten är reproducerande i Sverige. Inga underarter finns listade i Catalogue of Life.

## Bildgalleri

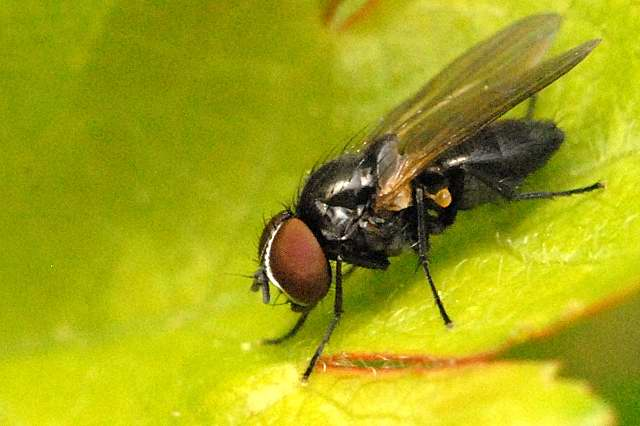
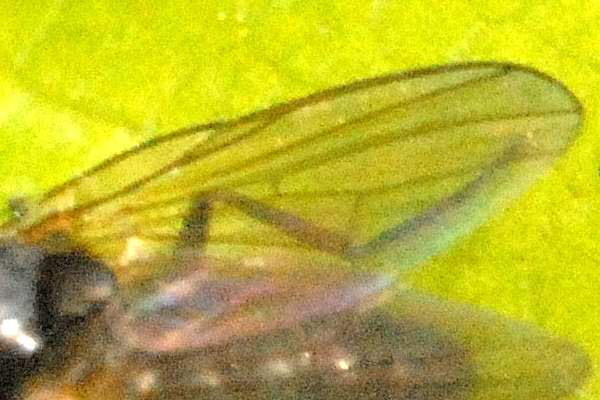